# Kapslová endoskopie
Kapslová endoskopie je lékařská metoda k zobrazení gastrointestinálního traktu. Na rozdíl od endoskopu poskytuje možnost zobrazení střední části tenkého střeva. Může být využita k detekci onkologických a zažívacích onemocnění, vředů nebo krvácení.
Kapslová endoskopie probíhá tak, že pacient spolkne kapsli s kamerou, která pak projde gastrointestinálním traktem. Kamera přitom pořizuje určitý počet snímků za sekundu, které jsou bezdrátově přenášeny do záznamového zařízení, které má pacient na břiše.

## Historie

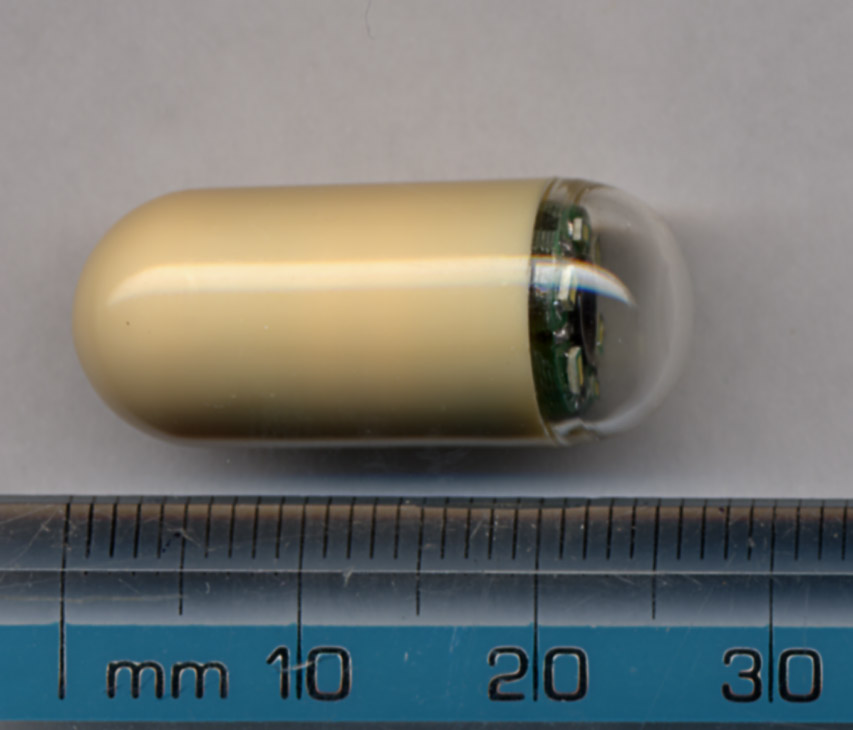

Myšlenka kapslové endoskopie pochází od izraelského inženýra Gavriala Iddana a izraelského gastroenterologa Eitana Scapy. V americkém Bostonu na počátku 80. let nejprve vyvinuli kamerový zobrazovací systém CCD (charged coupled device), který využívá optické vlákno. Tento původní model však trpěl vysokou spotřebou energie a pomalými přenosovými časy.
V roce 1993 Iddan proto rozdělil systém na tři komponenty, jednak kameru a vysílač, dále záznamník na břiše pacienta a pak software, který zpracovává uložená data. Nové nastavení bylo možné díky nahrazení CCD kamery CMOS kamerou. Těmto kamerám stačí pouze jedno procento energie, potřebné pro CCD.
V roce 2001 schválil americký úřad FDA první kapslový endoskop vyvinutý společností Given Imaging pro použití u pacientů.

## Technologie
Kapslová endoskopie využívá malou bezdrátovou kameru k tvorbě snímků trávicího traktu. Kvůli minimální velikosti zařízení do něj nelze snímky ukládat. Pacient má proto po dobu zobrazování na břiše umístěnu paměťovou jednotku. Tato jednotka může být později připojena k počítači, aby lékař mohl snímky analyzovat.
Kapslová endoskopie může být pro pacienta pohodlnější než standardní koloskopie, navíc je proti ní schopna zobrazit také větší část tenkého střeva.
Hlavním nedostatkem kapslové endoskopie je malé zorné pole, pasivní snímání obrazu a nemožnost manévrování se zařízením. Obraz také mohou rušit záhyby v trávicím traktu. V případě nálezu polypu musí po kapslové endoskopii následovat koloskopie standardní.